# Pjotr Aršinov
Pjotr Andrejevič Aršinov (rusky Пëтр Андреевич Аршинов; 26. července 1887 Andrejevka – 9. září 1938 Moskva) byl ruský revolucionář, zpočátku bolševik a později anarchista.

## Životopis

### Mládí
Pjotr Aršinov se narodil v rodině ukrajinského dělníka. Vyučil se jako zámečník. Před revolucí roku 1905 se přidal k bolševikům a přispíval do novin Molot (kladivo). Krátce působil ve Střední Asii, kde propagoval bolševismus, konkrétně v Kyzyl-Arvatu (dnes Serdar) v Turkmenistánu.

### Anarchista
Roku 1906 odešel Aršinov před zatčením do Jekatěrinoslavu, kde se začal bolševikům odcizovat a přikláněl se k anarchismu. Roku 1907 zastřelil (nejspíš nešťastnou náhodou) vedoucího železniční stanice. Brzy byl zatčen a postaven před soud, který ho odsoudil k trestu smrti oběšením. Před popravou se mu podařilo uniknout a nalézt útočiště v Paříži.
V roce 1909 se vrátil do Ruska, avšak byl zatčen a poslán do vězení Butyrka. Tam se setkal s ukrajinským anarchistou Nestorem Machnem, kterému pomohl hlouběji se seznámit s anarchistickým světonázorem a stal se jeho dlouholetým spolubojovníkem a přítelem.

### Machnovščyna
Roku 1917 byl Aršinov osvobozen. Zůstal v Moskvě, kde byl členem různých anarchistických skupin. Roku 1918 odešel po vítězství bolševiků na Ukrajinu. Tam se dozvěděl, že jeho přítel Machno založil Svobodnou anarchistickou republiku neboli Machnovščynu. Začal vydávat anarchistické časopisy a letáky propagující anarchismus.
Jeden z velitelů Rudé armády Pavel Dybenko se musel po sérii neúspěchů na čas spojit s Machnem. Aršinov se obával, že by ho Dybenko odhalil (ten si na něho však nevzpomněl) a začal používat pseudonym Marin (Марин). Po rozchodu Dybenka a Machna se vrátil opět k příjmení Aršinov.
Roku 1921 dobyli republiku bolševici. Aršinov se dostal do Berlína, kde udržoval kontakty s Machnem a kde dokončil roku 1923 knihu „Historie machnovského hnutí“.

### Exil
Od roku 1925 s ním žil v Paříži, kde prosazoval založení exilové anarchické strany. Roku 1926 se stal jedním ze zakladatelů „Organizační všeobecné anarchistické unie“, což prohloubilo jeho stesk po domově. Roku 1927 vydal knihu „Dva říjny“.
Roku 1931 získal kontakty na bolševika Ordžonikidzeho. V té době vydal anarchistické publikace „Anarchismus a diktatura proletariátu“ (1931) a „anarchismus našeho času“ (1933).

### Smrt
V roce 1934 se Aršinov vrátil do Sovětského svazu. Pokoušel se navázat opětovný kontakt s bolševiky, roku 1938 však byl v rámci stalinských čistek zatčen. Byl obviněn z propagace anarchismu a jiných zločinů, byl odsouzen k trestu smrti a zastřelen.